# Red Garland
Red Garland (13. května 1923 – 23. dubna 1984) byl americký jazzový hardbopový pianista. Původně vystudoval hru na klarinet a altsaxofon, na piáno přesedlal až v roce 1940. Před profesionální hudební kariérou byl boxerem lehké váhy.
Po druhé světové válce začal vystupovat s jazzovými veličinami, jakými byli Roy Eldridge, Coleman Hawkins, Charlie Parker nebo Lester Young. Jeho unikátní schopnost navazovat na sóla svých spoluhráčů z něj dělala vyhledávaného jazzového pianistu.
Garland se nejvíce proslavil jako člen legendárního Miles Davis Quintetu, v kterém hrál v letech 1955 - 1958. V něm tehdy také hráli John Coltrane na saxofon, Philly Joe Jones na bicí a Paul Chambers na kontrabas. Davis byl velkým fanouškem boxu a fascinovalo ho, že Garland dříve profesionálně boxoval. Společně nahráli pro label Prestige čtveřici slavných alb: Workin', Steamin', Cookin' a Relaxin'.
Od roku 1958 vedl Garland své vlastní trio. Kromě toho nahrával s muzikanty jako například: Nat Adderley Kenny Burrell, Philly Joe Jones, Blue Mitchell, Ira Sullivan, a Leroy Vinnegar. Trio také nahrávalo jako kvintet s Johnem Coltranem a Donaldem Byrdem.

## Diskografie

### Jako leader
- Keystones! (1977; Xanadu Records)

### Jako spoluhráč
S Johnem Coltranem
- Traneing In (1957)
- Lush Life (1957)
- Soultrane (1958)

S Milesem Davisem
- Cookin' with The Miles Davis Quintet (1956)
- Relaxin' with The Miles Davis Quintet (1956)
- Workin' with The Miles Davis Quintet (1956)
- Steamin' with The Miles Davis Quintet (1956)
- 'Round About Midnight (1957)
- Porgy and Bess (1958)
- Milestones (1958)

S Art Pepperem
- Art Pepper Meets the Rhythm Section (1957)